# Marcelo Salas
José Marcelo Salas Melinao (Temuco, 24. prosinca 1974.) jedan je od najpoznatijih čileanskih nogometaša svih vremena. 

## Karijera
Salas je profesionalnu karijeru započeo u Universidad de Chileu 1993. godine, te je bio jedan od ključnih igrača u osvajanju naslova državnog prvaka 1994. i 1995. Iduće godine prelazi u argentinski
River Plate. Taj prijelaz je u početku popračen kritikama, jer dotada nijedan čileanski nogometaš nije ostavio dubljeg traga u argentisnkoj ligi. No, Salas je ubrzo odličnim igrama ušutkao kritičare, te postao miljenik navijača. Od 1996. do 1998. Salas je postigao 26 golova u 51 utakmici, te je River Plate osvojio Aperturu i Clausuru sezone 1996./97., kao i Super kup 1997. Tim uspjesima postao je jedan od najboljih stranih igrača u Argentini te zarađuje nadimak El chilenoo Salas. U to vrijeme Salas je nastupao i za čileansku nreprezentaciju, te je uz Ivana Zamorana bio najbolji strijelac južnoameričkih kvalifikacijama, te se Čile kvalificirao na svjetsko prvenstvo 1998. Salas je odlično igrao i na prvenstvu, postigavši 4 pogotka u isto toliko nastupa. Zbog odličnih nastupa u argentinskoj ligi, kao i na svjetskom prvenstvu, Lazio otkupljuje njegov ugovor za čak 18 milijuna dolara.
Salas je u Italiji igrao pet godina, od čega tri s Laziom i dvije s Juventusom. Lazio, predvođen Salasom, sezone 1999./00. osvojio je prvi naslov prvaka Serie A nakon 1974., te talijanski kup, Kup pobjednika kupova, i Europski Superkup. Godine 2001. prelazi u Juventus, međutim zbog brojnih ozljeda, za torinski klub nastupio je samo 18 puta, zabivši pritom 2 pogotka. Salas se 2004. vraća u River Plate uz odštetu od 12 milijuna dolara. Međutim, nastavljaju se njegovi problemi s ozljedama i formom, te se 2005. vraća u Universidad de Chile, što su navijači primili s oduševljenjem. U Universidadu je, u dobi od 33 godine, 26. studenog 2008. i završio profesionalnu karijeru.
U prijateljskoj utakmici Čileanske reprezentacije s Urugvajem 18. studenog 2007., Salas je postigao 2 pogotka, te tako postao najbolji strijelac svoje reprezentacije svih vremena. Salas je i vlasnik trećeligaškog kluba Unión Temuca iz njegovog rodnog grada.

## Vanjske poveznice
- Službena stranica  Arhivirana inačica izvorne stranice od 28. travnja 1999. (Wayback Machine) (šp.)